# Флоримунд Мерси
Клаудијус Флоримунд Мерси (фр. Claude Florimond de Mercy, 1666, Лонгви, Лорена — 29. јун 1734) био је аустријски гроф, фелдмаршал, генерал-заповедник царске провинције Баната и председник банатске народне управе.

## Биографија
Био је Немац по образовању и васпитању, а Италијан по политичкој култури. Учествовао је као добровољац 1682. године. Између 1683. и 1690. био је поручник по чину у мађарско-турској бици. Године 1701, борио се у Италији, овај пут као потпуковник Борго Форте. Гроф Мерси је освојио све тврђаве дуж Дунава, укључујући Нову Паланку, 16. новембра 1716. године ослобађајући Петроварадинску тврђаву. Освојио је Темишвар и Београд.
Када је усвојен нацрт o управи Баната 15. априла 1718, Мерси је званично именован за гувернера Баната у Темишвару. Покрајина је названа Темишварским Банатом, а званични језик је постао немачки.
Гроф Мерси, као гувернер Баната, уз помоћ агената у Немачкој организовао је прве масовне транспорте паорских породица у дојучерашњи Темишварски санџак спуштајући их низ Дунав у лађама дрвењачама. Између 1722. и 1726. године у Банат је тако дошло око 15.000 немачких колониста. Током ове велике сеобе, која се назива “каролинском” зато што се одвијала у време Карла VI (1711—1740), досељеници су смештени у 46 села. Економски успон Баната почео је, међутим, тек када је између 1720. и 1733. године по Мерсијевом налогу ископан Бегејски канал између Великог Бечкерека (данашњег Зрењанина) и Темишвара, па су мочваре тако претворене у оранице. Мерси је дојучерашњем Темишварском санџаку прокрчио пут у меркантилистичку Европу и на тај начин што је основао погоне за производњу свилених и ланених тканина као и стакла довевши стручну радну снагу из Римско-немачког царства, тј. спроводећи неаграрну варијанту колонизације.
Онда се поново заратило са Турском. Други рат с Турском (1737—1739) присилио је немачке колонисте у бекство пред свирепом турском ордијом услед чега је број Немаца у Банату преполовљен. Одржале су се само општине Вршац, Бела Црква и Панчево. После завршетка рата, немачке избеглице више се нису вратиле на своја дотадања огњишта у Банату него су остале у Закавказју, где су биле избегле преко Добруџе.
После смрти Карла VI 1740. године на престо Римско-немачке империје долази његова кћи Марија Терезија која одустаје од Мерсијевог концепта меркантилизације бившег Темишварског санџака све до 1744. године. Од те године доводе се мање групе колониста а институционише се, напоредо с довођењем честитих паора из Немачке у Банат, и тзв. “темишварска депортација”. Између 1744. и 1763. слати су наиме Дунавом у Банат два пута годишње декласирани елементи из Беча - скитнице, проститутке, ловокрадице и политичке бунџије. Овакви дошљаци, међутим, никако нису били по вољи темишварским властима, зато што су компромитовали Банат као имиграционо подручје и тако отежавали придобијање трудољубивих немачких паора за досељавање, јер су они почели зазирати од Баната као од кажњеничке колоније.